# Сам удома (фільм, 2021)
«Сам удома» (англ. Home Sweet Home Alone) — американський сімейний комедійний фільм режисера Дена Мазера за сценарієм Мікі Дея та Стрітера Сейделла. Це шостий фільм у франшизі «Сам удома» і перезавантаження оригінального фільму 1990 року. Проєкт створювався ексклюзивно для Disney+. Про його виробництво було оголошено після придбання компанією Walt Disney студії 20th Century Fox та отримання таким чином прав на франшизу «Сам удома».

## У ролях
| Актор          | Роль               |
| -------------- | ------------------ |
| Арчі Єйтс      | Макс Мерсер        |
| Роб Ділейні    | Джефф Маккензі     |
| Еллі Кемпер    | Пем Маккензі       |
| Ешлінг Беа     | Керол Мерсер       |
| Кенан Томпсон  | Гевін Вашингтон    |
| Тімоті Сімонс  | Мисливець          |
| Еллі Макі      | Мей                |
| Піт Голмс      | дядько Блейк       |
| Кріс Парнелл   | дядько Стю         |
| Девін Ретрей   | Базз Мак-Каллістер |
| Кеті Бет Голл  | Еббі Маккензі      |
| Макс Івутін    | Кріс Маккензі      |
| Ендрю Делі     | Майк Мерсер        |
| Медді Голлідей | Кеті Мерсер        |
| Майкі Дей      | священник          |

## Виробництво

### Розробка
6 серпня 2019 року генеральний директор Disney Боб Айґер оголосив, що новий фільм «Сам удома» перебуває в розробці, і пізніше вийде відразу на Disney+. У жовтні того ж року Ден Мазер розпочав переговори щодо режисерування фільму. Також Майкі Дей та Стрітер Сейделл підготовили сценарій до фільму. Гатч Паркер та Ден Відсон будуть виступати продюсерами.

### Кастинг
У грудні 2019 року Арчі Єйтс, Роб Делані та Еллі Кемпер приєдналися до акторського складу, а у липні 2020 року до нього приєдналися також Еллі Макі, Кенан Томпсон, Кріс Парнелл, Піт Голмс, Тімоті Сімонс, Майкі Дей та Айслінг Бі.

## Зйомки
Основні зйомки розпочалися в лютому 2020 року в Канаді. У березні того ж року вони були припинені через пандемію COVID-19 та обмеження промислових робіт у всьому світі. У листопаді 2020 року Disney оголосили, що зйомки всіх фільмів, які було відкладено через коронавірус, відновилися, а деякі навіть завершилися.

## Відгуки
Перший трейлер, який вийшов 12 жовтня 2021 року, був вкрай негативно оцінений глядачами. На YouTube він отримав понад 90 тис. дизлайків.
Сам фільм після виходу отримав негативні відгуки як від критиків, так і від глядачів. На сайті Rotten Tomatoes фільм має рейтинг 18% («гнилий») на основі 55 рецензій кінокритиків із середнім балом 3,8 з 10. На сайті Metacritic рейтинг фільму має 38 з 100, що відповідає категорії «здебільшого несхвальні відгуки». На сайті КіноБаза фільм має 1 зірку з 10.